# 下村乡 (炎陵县)
下村乡，是中华人民共和国湖南省株洲市炎陵县下辖的一个乡镇级行政单位。

## 行政区划
下村乡下辖以下地区：
同乐村、泥湖村、长远村、田心村、坳头村、东坑村、溪源村、云里村、鹫峰村、坪坑村、长溪村、大横溪村、横岗村和青松村。